# Yushu (autonome Tibetaanse prefectuur)
Yushu is een autonome prefectuur voor Tibetanen in de provincie Qinghai, China. De prefectuur ligt in het zuiden van de provincie en bestaat grotendeels uit hoogvlakten en bergen. In het verleden was Yushu onderdeel van de historische Tibetaanse provincies Amdo en Kham. De hoofdstad van de prefectuur is Jyekundo.

## Bestuurlijke divisies
De regio bestaat uit zes divisies op arrondissementniveau.
| Arrondissement            | Arrondissement | Administratief centrum | Administratief centrum |
| Naam                      | Chinees        | Naam                   | Chinees                |
| ------------------------- | -------------- | ---------------------- | ---------------------- |
| arrondissement Yushu      | 玉树县         | Jyekundo               | 结古镇                 |
| arrondissement Dzatö      | 杂多县         | Chaphug Thang          | 萨呼腾镇               |
| arrondissement Chindu     | 称多县         | Druchung               | 周均镇                 |
| arrondissement Dritö      | 治多县         | Gyelje Phdrang Ke      | 加吉博洛格镇           |
| arrondissement Nangchen   | 囊谦县         | Shorda                 | 香达镇                 |
| arrondissement Chumar Leb | 曲麻莱县       | Yoigitang              | 约改滩镇               |